# Вулиця Богданівська (Львів)
Вулиця Богда́нівська — вулиця у Личаківському районі міста Львова, у місцевості Великі Кривчиці. Сполучає вулиці Тракт Глинянський та Пластову.
Прилучаються вулиці Поетична, Переможна, Іванова Гора, Гаврилишина, Глиняна, Приязна, Федора Вовка, Подолинського, Кривчицька Дорога, Тарасівська, Старознесенська, Монгольська, Бродівська та Гайдучка.

## Історія
До 1962 року вулиця була у складі селища Великі Кривчиці, мала назву Богдана Хмельницького. У 1962 році, після включення селища до складу Львова, отримала сучасну назву — вулиця Богданівська, на честь Богдана Хмельницького.
Аналогічну назву у XVII столітті мала сучасна вулиця Шпитальна.
1944 року на вулиці, поблизу її перетину із залізничною колією, німецькі війська, які окупували Львів, встановили два великих (2×2×4 м) залізобетонні стовпи. При відступі зі Львова їх мали повалити з метою перегородити радянським танкам шлях до центру міста. Втім, ці плани не були втілені в життя і стовпи стояли на своєму місці принаймні до 1960-х років, від чого найближча автобусна зупинка мала неофіційну назву «Біля двох стовпів».

## Забудова
У забудові вулиці Богданівської переважають одно- та двоповерхові садиби 1930-х—1960-х років, є сучасна малоповерхова забудова 1990-х—2000-х років. Наприкінці вулиці, за залізницею, починається район промислової забудови (Північний промвузол).
№ 1 — Церква Різдва Пресвятої Богородиці, зведена у 1930-х роках у стилі історизму як костел Воздвиження Святого Хреста. За радянських часів перетворений на склад, 1990 року храм переданий громаді УАПЦ, яка перебудувала вежу, замінивши високий готичний шпиль  на цибулясту баню. Нині церква перебуває в користуванні громади ПЦУ.
№ 15а — СТО ПП «Автотранском».
№ 44 — авторинок «Кривчиці», перенесений сюди у травні 1994 року з вул. Хабарівської (нині — вулиця Калнишевського на Левандівці). У 2000 році за сприяння міської влади та тодішнього мера Василя Куйбіди був вперше у Львові закладений фундамент успішної та безпечної діяльності авторинку.